# Slotkerk (Berlijn)
De protestantse Slotkerk Buch (Duits: Schlosskirche Buch) is een kerkgebouw in het Berlijnse stadsdeel Buch (district Pankow). 

## Beschrijving
Het barokke gebouw werd in opdracht van de Pruisische minister van Staat Adam Otto von Viereck tussen 1731 en 1736 op  het gebied van een landgoed gebouwd door de architect Friedrich Wilhelm Diterichs. Het kerkgebouw verving een voorganger die in 1731 werd afgebroken en waarover verder weinig bekend is. 
Het grondplan van de kerk heeft de vorm van een Grieks kruis. Boven de viering verhief zich een koepel die overging in een centrale, octogonale met pilasters versierde toren, afgesloten door een achthoekige lantaarn. Nadat de kerk tijdens bombardementen in de nacht van 18 november 1943 sterk beschadigd werd, volgde in de jaren 1950-1953 slechts een gedeeltelijke reconstructie van het gebouw. De toren werd niet herbouwd. 
Een omvangrijke restauratie van de gevels vond van 1995 tot 2000 plaats. Sinds het herstel van de kerk biedt het gebouw onderdak aan de Evangelische Kirchengemeinde Buch. In de onmiddellijke omgeving van de kerk bevindt zich het parochiehuis en het oude kerkhof. In de kerk worden regelmatig concerten door Berlijnse koren en orkesten georganiseerd. 

## Afbeeldingen

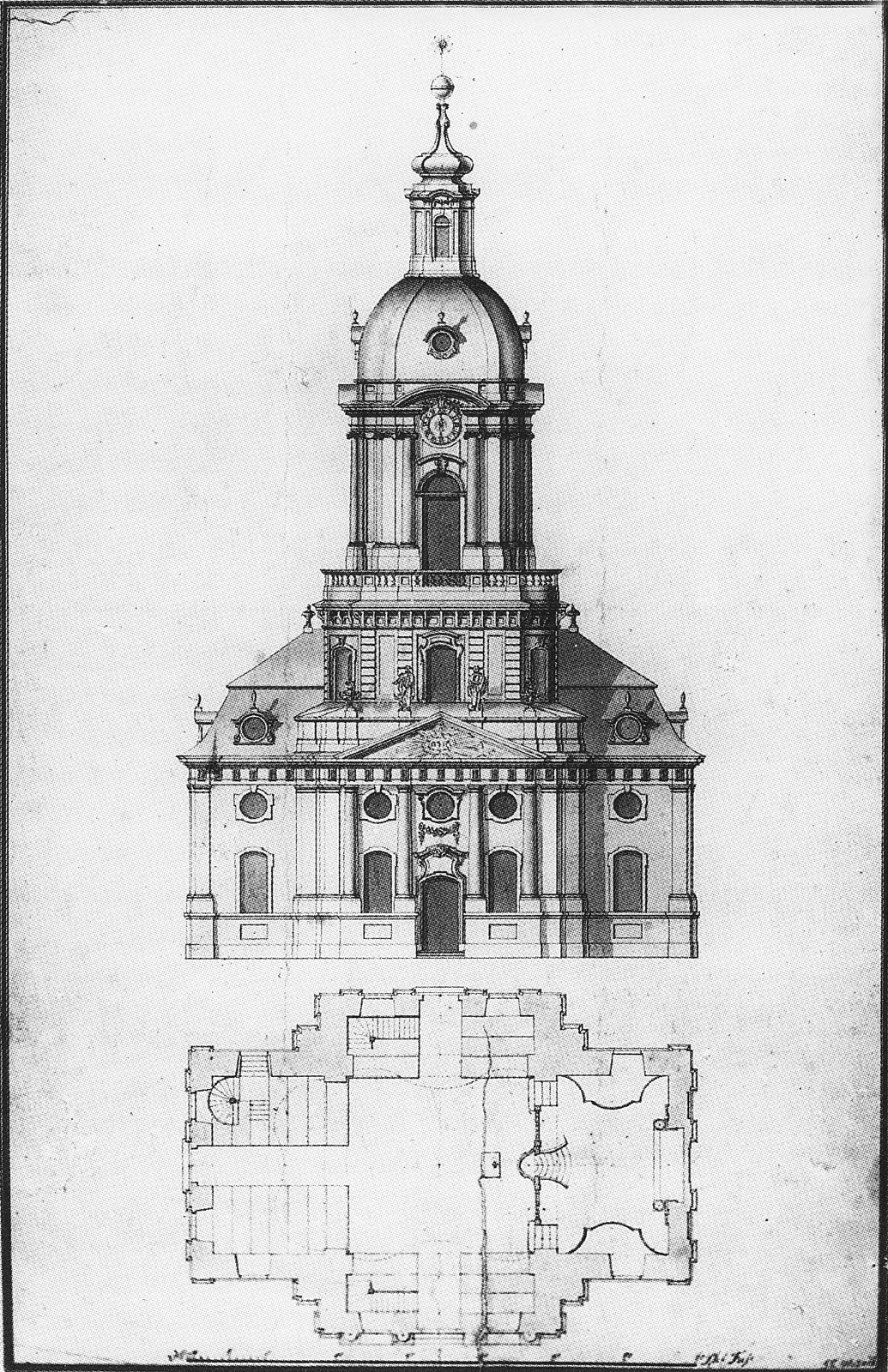
Ontwerptekening
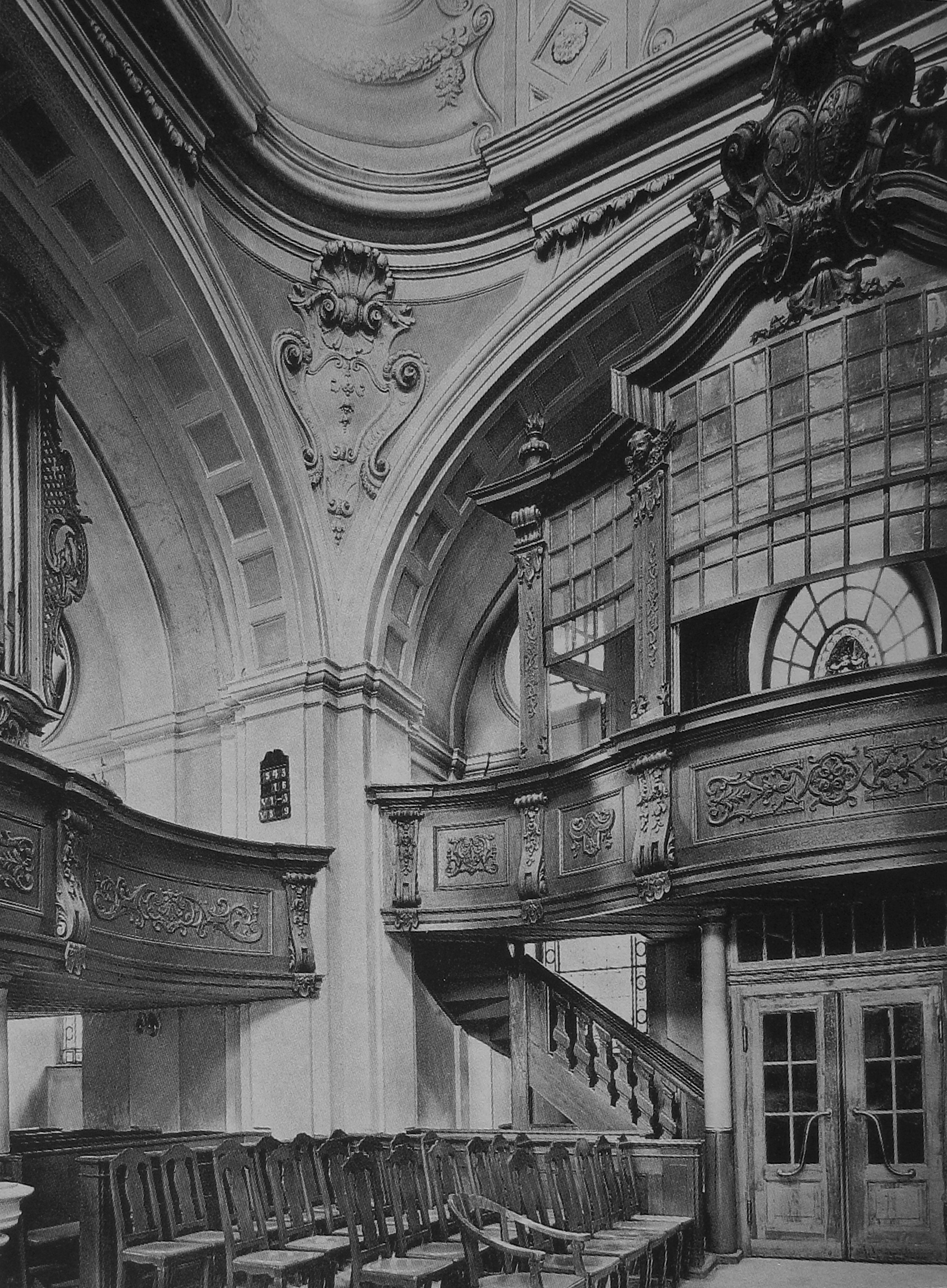
Interieur 1888